# Mala sangre (canción)
Mala sangre es una canción escrita por el músico peruano Pelo Madueño e intepretada por su banda, La Liga del Sueño. Fue publicada en 1998 en el álbum Mundo Cachina, y es una de las composiciones más emblemáticas de Madueño y de La Liga.
La letra de la canción es una adaptación de unos versos de Mauvais Sang, publicado en el poemario de 1873 Una temporada en el infierno del poeta francés Arthur Rimbaud.